# Йоанис Котуниос
Йоанис Котуниос (на гръцки: Ιωάννης Κωττούνιος, понякога Κοττούνιος) е виден ренесансов гръцки философ и писател, известен като Мъдрецът от Верия.

## Биография
Котуниос е роден в македонския град Бер (Верия) в 1572 година. Учи в гръцкия колеж „Агиос Атанасиос“ в Рим между 1605 и 1613 година. След това учи медицина, гръцка литература, теология и философия в различни италиански университети. По-късно преподава университетите в Падуа, Болоня и Пиза.
Котуниос е ученик на прочутия италиански философ Чезаре Кремонини, когото наследява като председател на катедрата по философия в Падуа. Оставя трудове върху Аристотел и други антични автори.
Йоанис Котуниос умира в Падуа в 1657 година.